# Indexering (economie)
Indexering is het aanpassen van geldbedragen aan een indexcijfer. Vaak betreft dit aanpassing aan de inflatie zodat het reële bedrag gelijk blijft, d.w.z. dezelfde  (gemiddelde) koopkracht blijft vertegenwoordigen. De inflatie wordt bijvoorbeeld afgemeten aan de consumentenprijsindex (CPI). Dit is een gewogen gemiddelde prijsindexcijfer van het gemiddelde huishouden.
Indexering kan bijvoorbeeld van toepassing zijn bij loon, pensioen, sociale zekerheid, woninghuur, alimentatie, heffingskortingen en boetes, maar ook op vrijgestelde bedragen en grensbedragen van de grondslag, zoals de inkomensgrenzen in box 1.
Ook lonen worden soms geindexeerd. In veel landen is dit gebaseerd op sectorspecifieke regelingen en CAOs, maar Luxemburg staat erom bekend dat loonindexering er gestandaardiseerd en wettelijk verplicht voor alle ondernemingen. Dit is controversieel omdat de indexering van alle inkomens inflatie versterkt en dus onder de streep hun koopkracht niet verbetert. Bovendien worden indexeringen in prijzen doorberekend en neemt een gegarandeerde loonsverhoging de prikkel tot harder en beter werken weg, waardoor het concurrentievermogen op prijs en kwaliteit vermindert. Ook kan dit sneller tot ontslagen en contractsbeeindiging leiden, omdat dit de enige resterende optie is om onder een indexering uit te komen.
Aanpassing van tarieven uitgedrukt in een percentage zijn minder nodig, maar wordt bijvoorbeeld wel toegepast bij het eigenwoningforfait, op basis van de ontwikkeling van de huurprijzen in verhouding tot die van de eigenwoningwaarden. 
Soms wordt indexering incidenteel niet toegepast, of voor een langere termijn niet of slechts gedeeltelijk toegepast (zie bijv. houdbaarheidsbijdrage), om geleidelijk de reële waarde te verminderen.
De mate waarin het resultaat wordt afgerond varieert sterk: de afrondfout varieert van zeer gering (als bijv. een bedrag in de orde van € 1000 op centen wordt afgerond naar het dichtstbijzijnde bedrag: de afrondfout is dan niet groter dan 0,0005%) tot vrij aanzienlijk (als bijv. een percentage in de orde van 0,7% op een veelvoud van 0,05%-punt naar beneden wordt afgerond: de afrondfout kan ruim 7% bedragen). In zulke gevallen is er soms een bepaling zoals "Indien in het voorafgaande jaar een dergelijke afronding is toegepast, wordt bij de vervanging uitgegaan van het niet-afgeronde bedrag.", soms met "kan .. worden" in plaats van "wordt". Als de regering zo'n indexatie toepast op basis van wettelijke regels vereist een adequate toelichting dus de vermelding van het vorige onafgeronde bedrag of percentage.
Soms wordt gewoon uitgegaan van het vorige afgeronde bedrag.